# Mennetou-sur-Cher
Mennetou-sur-Cher – miejscowość i gmina we Francji, w Regionie Centralnym, w departamencie Loir-et-Cher.
Według danych na rok 1990 gminę zamieszkiwało 827 osób, a gęstość zaludnienia wynosiła 51 osób/km² (wśród 1842 gmin Centre, Mennetou-sur-Cher plasuje się na 478. miejscu pod względem liczby ludności, natomiast pod względem powierzchni na miejscu 823.).